# Sommet de Bellecôte
Pour les articles homonymes, voir Bellecôte.
Le sommet de Bellecôte est un sommet de la partie septentrionale du massif de la Vanoise, dans les Alpes françaises, dominant la vallée de Peisey-Nancroix, en Savoie. Sa face nord est immense et austère contrairement à sa face sud beaucoup plus accessible. Le sommet est couronné de glaciers : ceux du Midi de Bellecôte et du Cul du Nant sur son adret, ceux de la Chiaupe et de Bellecôte sur sa face occidentale et le Gros Glacier sur son ubac.

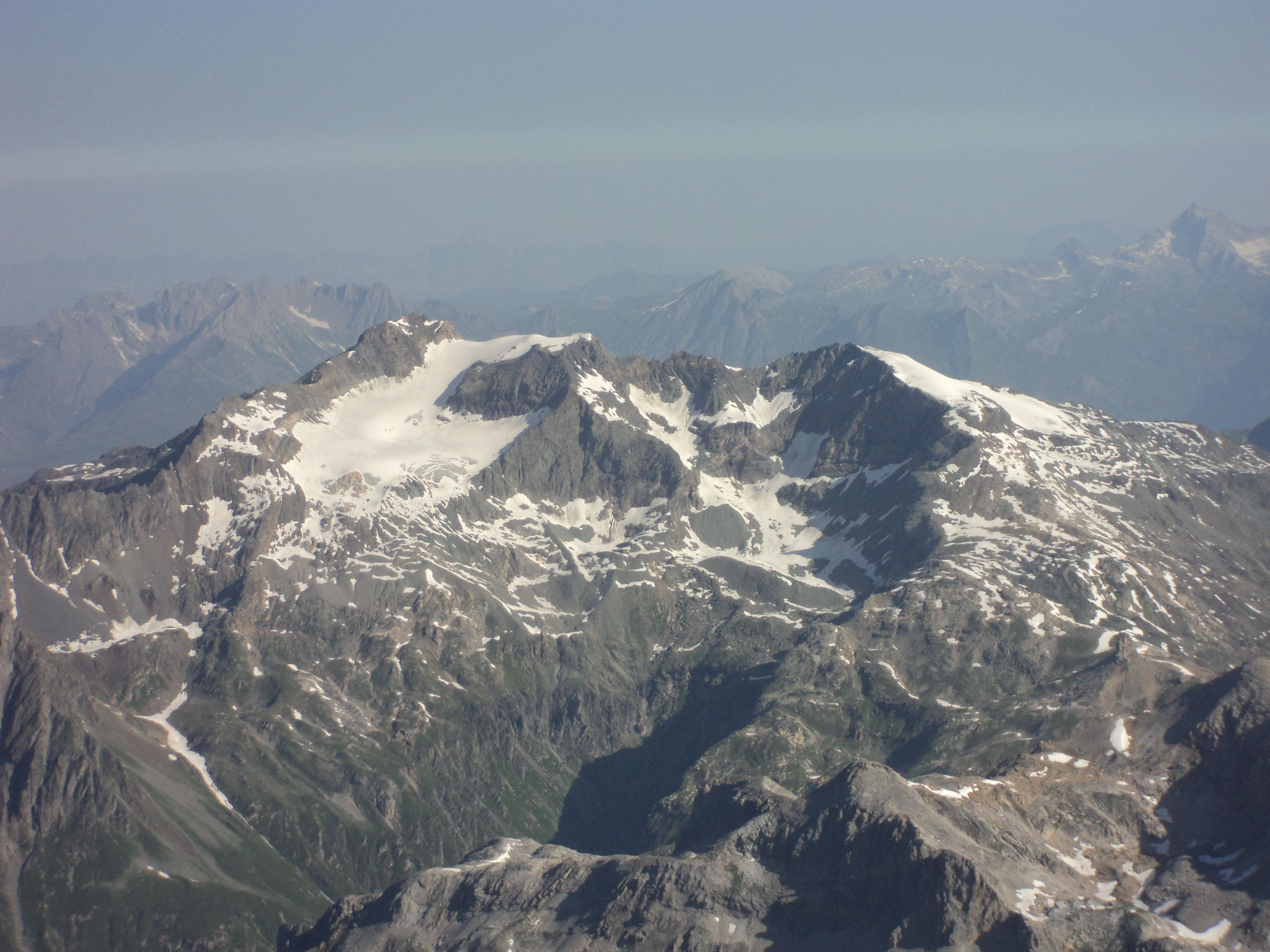
Vue du sommet de Bellecôte depuis la Grande Casse au sud.
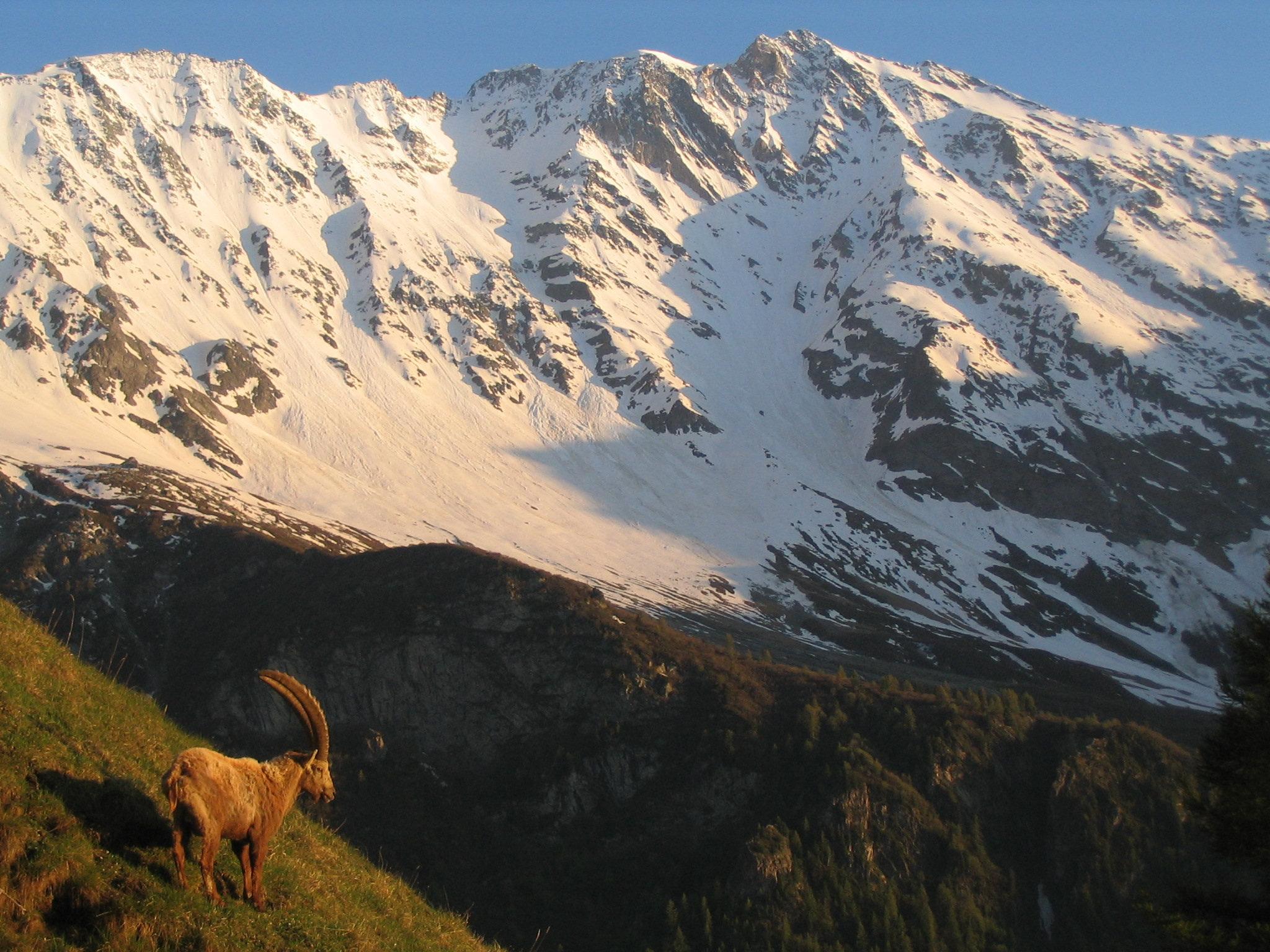
Vue de la face Nord du sommet de Bellecôte.
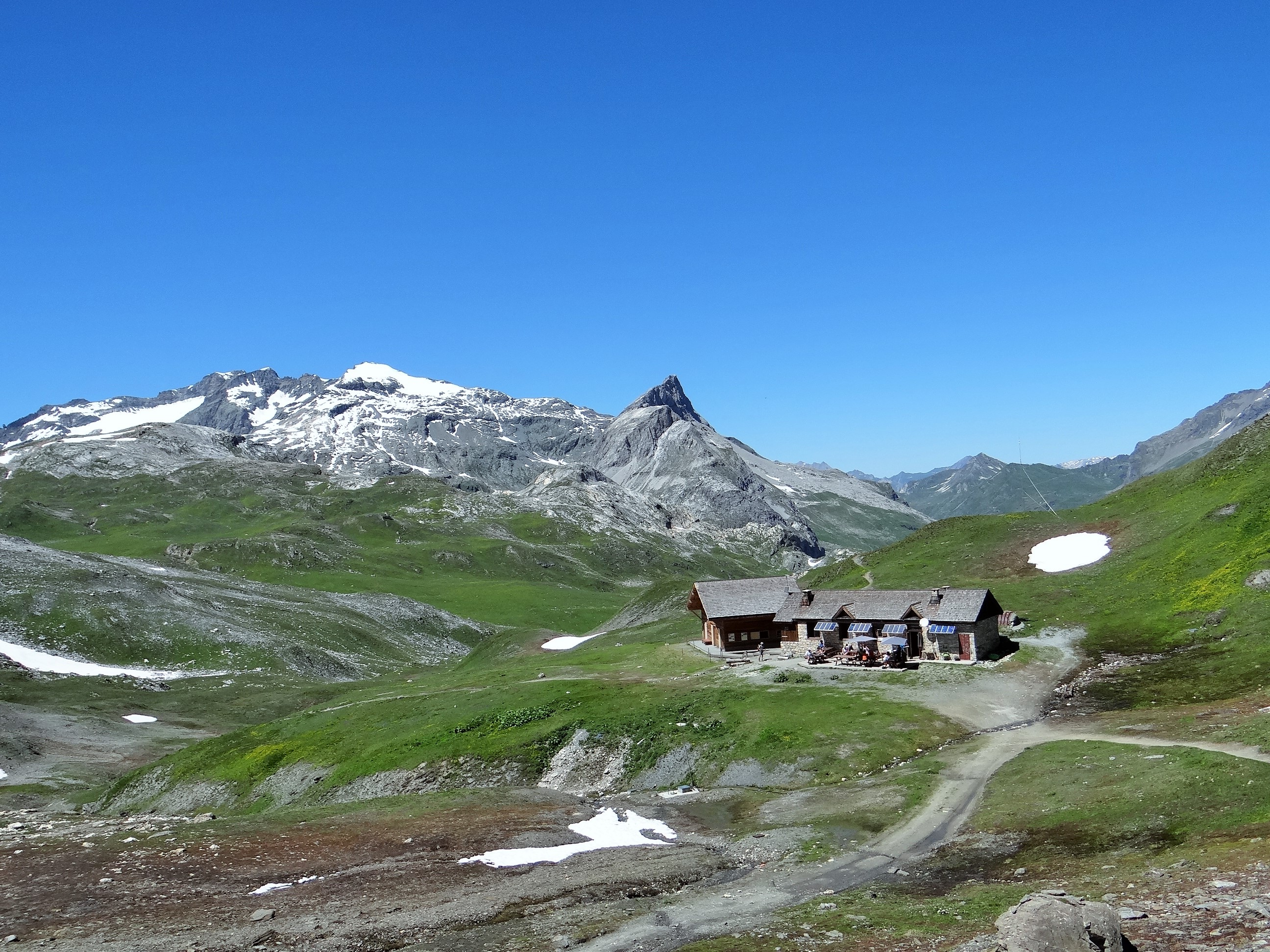
Vue du sommet de Bellecôte (à gauche) et de l'Aliet (au centre) depuis le refuge du Col du Palet au sud-est.